# George Montagu (1er comte d'Halifax)
George Montagu (également orthographié George Montague) ( c. 1684 - 9 mai 1739) est un homme politique britannique qui siège à la Chambre des communes de 1705 à 1715, lorsqu'il devient pair avec le titre de comte d'Halifax.

## Famille
George Montagu est le fils d'Edward Montagu et d'Elizabeth Pelham et l'arrière petit-fils paternel de Henry Montagu (1er comte de Manchester).
George Montagu se marie deux fois:
- Ricarda Posthuma Saltonstale (~ 1689-1711) en 1706; ensemble ils ont une fille
  - Lucy qui épouse Francis North et ont un fils
    - Frederick North , Premier ministre, 1770-1782.
- Mary Lumley (1690-1726), ensemble ils ont sept enfants ou plus, dont:
  - Frances, mariée avec Roger Burgoyne
  - Mary, mariée avec Danvers Osborn
  - George Montagu-Dunk, d'abord Lord Sunbury, avant d'hériter des titres de son père en 1739.

## Carrière
Il siège comme député de Northampton entre 1705 et 1715 et en 1714, il est nommé Auditeur de l'Echiquier, il est Conseiller privé le 27 novembre 1717 et Lord Justice en 1720  et Gardien / Ranger du parc Bushy.
Par la suite, il est nommé Chevalier de l'Ordre du Bain (KB) en 1725 

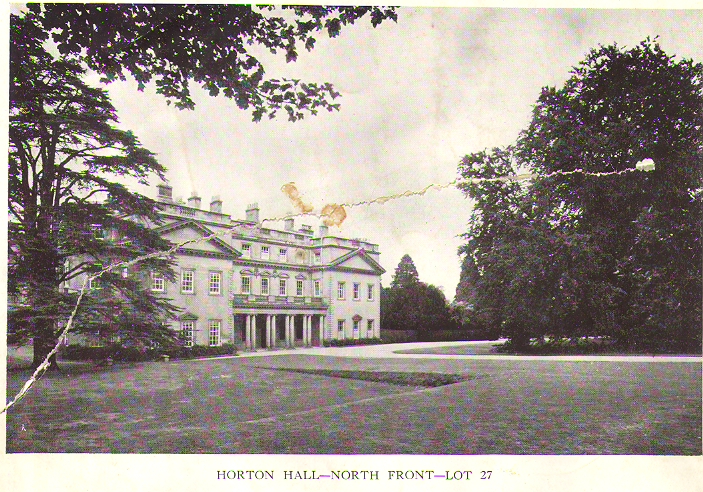
Horton House 1935, dans sa version agrandie et juste avant sa démolition

Le siège de sa famille était Horton House, Horton , Northamptonshire, qui est démoli en 1936.
En tant que Ranger de Bushy Park, Halifax construit (1714-1715) et habite parfois "Upper Lodge" ou "New Lodge" , aujourd'hui un bâtiment fonctionnel du National Physical Laboratory, situé du côté nord-ouest du parc, dans la partie Teddington. C'est au cours des deux premières années du règne de George II, au moment même où il accède à ses titres. La propriété passe à son fils, suivi de Lord North, le fils de sa fille aînée .
L'oncle de George, Charles Montagu, veuf sans enfants, s'est assuré que ses titres reviendraient à George (le fils aîné de son frère aîné) et lui cède la majeure partie de ses biens. George succède à son oncle comme deuxième baron Halifax. Quelques semaines après, George est créé comte d'Halifax et vicomte Sunbury, faisant ainsi revivre les autres titres créés l'année précédente pour son oncle. George Montagu est décédé en 1739 et son fils George Montagu-Dunk lui succède.